# M35 (Hongarije)

De M35 is een volwaardige Europese snelweg en is een aftakking van de snelweg M3. De snelweg loopt van Polgár naar Debrecen en heeft een lengte van ongeveer 35 km en kwam gereed in 2006.
In 2017 werd hard gewerkt aan de verlenging van de snelweg naar Berettyóújfalu alwaar een aansluiting zou moeten komen op de snelweg M4. Deze weg moet de verbinding leggen naar de stad Oradea/Nagyvárad in Roemenië. De werkzaamheden de bouw van dit traject van 25 kilometer zijn in 2016 gestart en op 20 december 2018 werd het gehele traject ingehuldigd. 
M0 ·
M1 ·
M2 ·
M3 ·
M4 ·
M5 ·
M6 ·
M7 ·
M8 ·
M9 ·
M15 ·
M19 ·
M25 ·
M30 ·
M31 ·
M35 ·
M43 ·
M44·
M51 ·
M60 ·
M70·
M76·
M80·
M85·
M86